# Ford Ka
El Ford Ka és un automòbil de turisme produït pel fabricant nord-americà Ford Motor Company per al mercat europeu en 1996, i a l'any següent per al llatinoamericà. El Ka és el model més menut de la línia europea de Ford Motor Company, orientat al públic més jove que precisa un vehicle per a transportar-se per la ciutat. És un quatre places amb motor davanter transversal i tracció davantera.

## Primera generació (1996-2008)
En 1991, Ford Europa encarregà a Pininfarina un disseny per a un turisme del segment A, que es posicionara per sota del Ford Fiesta i s'enfrontara al Fiat Cinquecento, el Peugeot 106 i el Renault Twingo. Fou un dels primers models de Ford a incorporar el disseny "New Edge", amb corbes pronunciades i angles marcats. Està basat en la plataforma del Ford Puma i de la tercera generació del Festa.

S'oferia inicialment amb una carrosseria hatchback de tres portes. En 2003 es va llançar l'StreetKa, una versió descapotable de dues places amb sostre de lona. El Ka està disponible amb quatre motors de gasolina de quatre cilindres en línia: un Endura-I de 1.3 litres de cilindrada i 60 CV de potència màxima, un Duratec de 1.3 litres i 68 CV, un Zetec RoCam de 1.0 litres i 65 CV, i un Zetec RoCam de 1.6 litres i 95 CV.

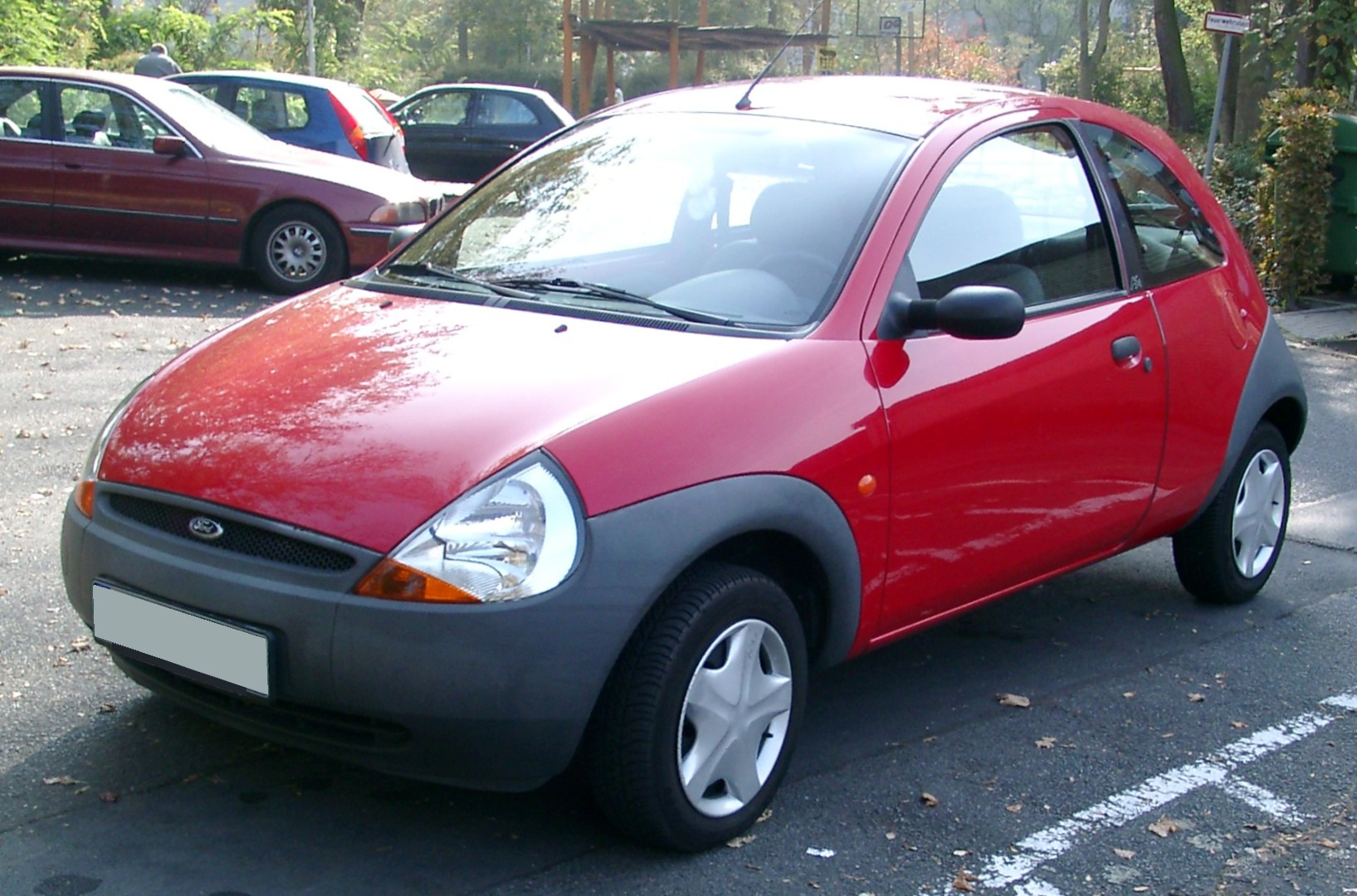
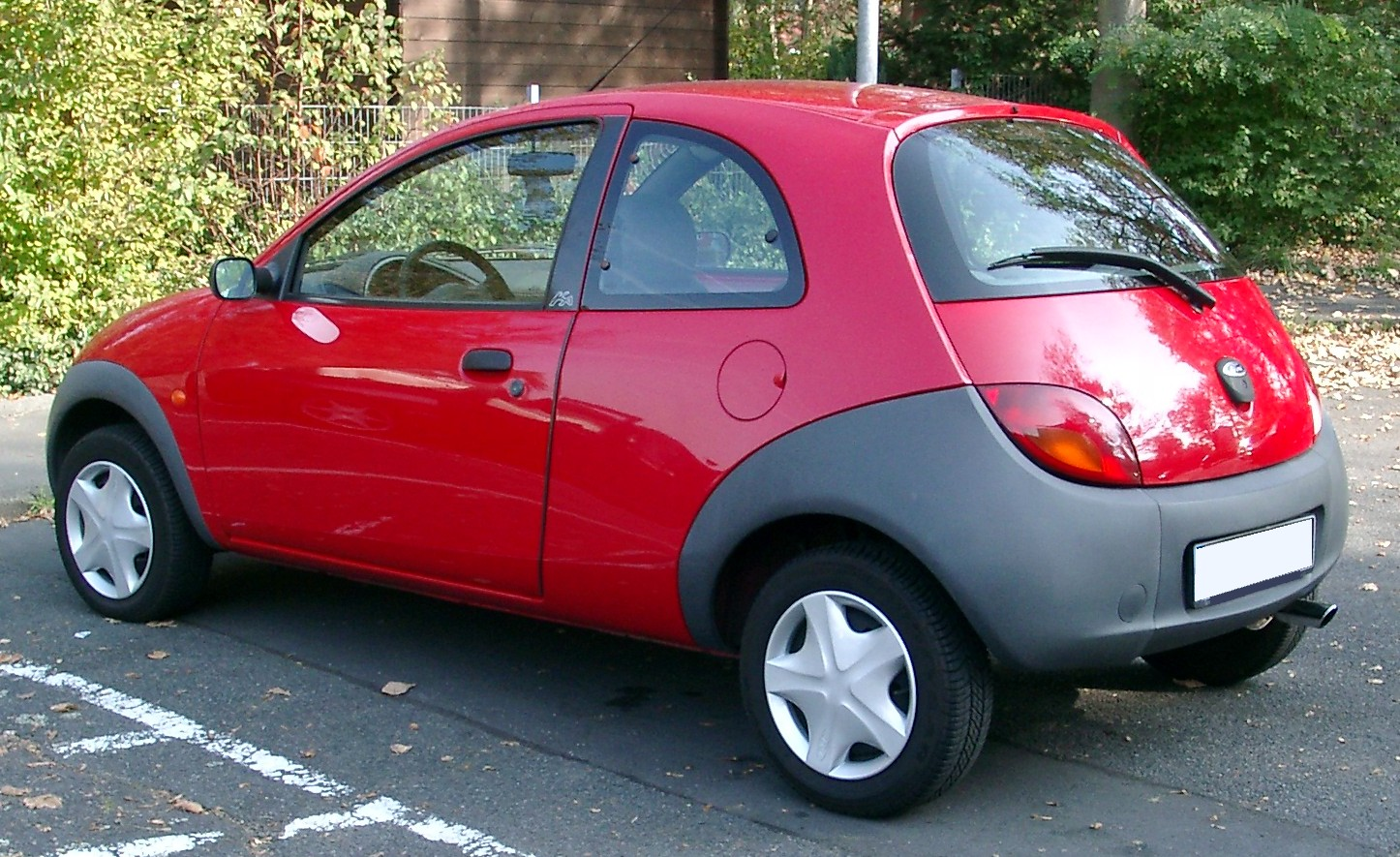
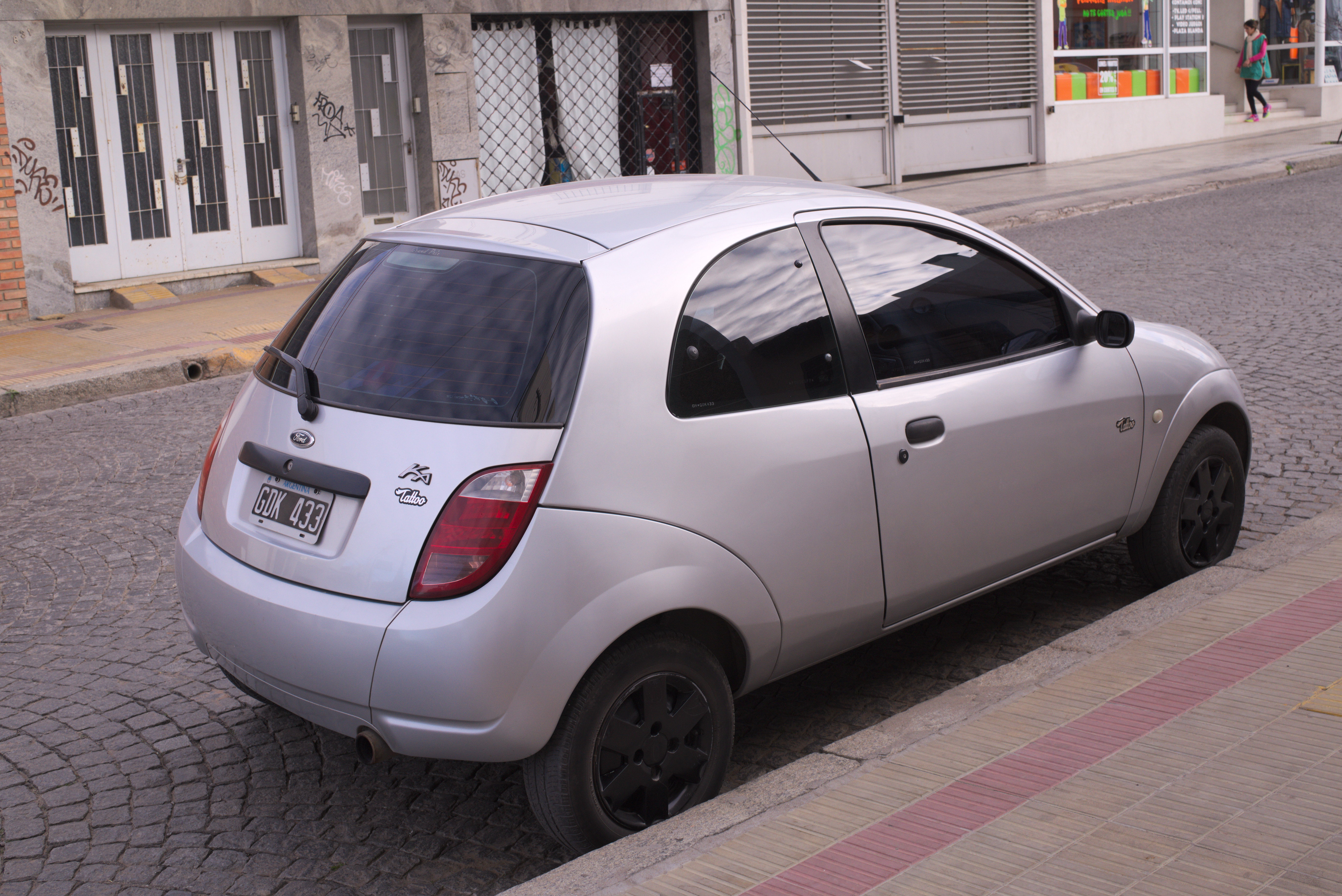
Ford Ka Action (Brasil)
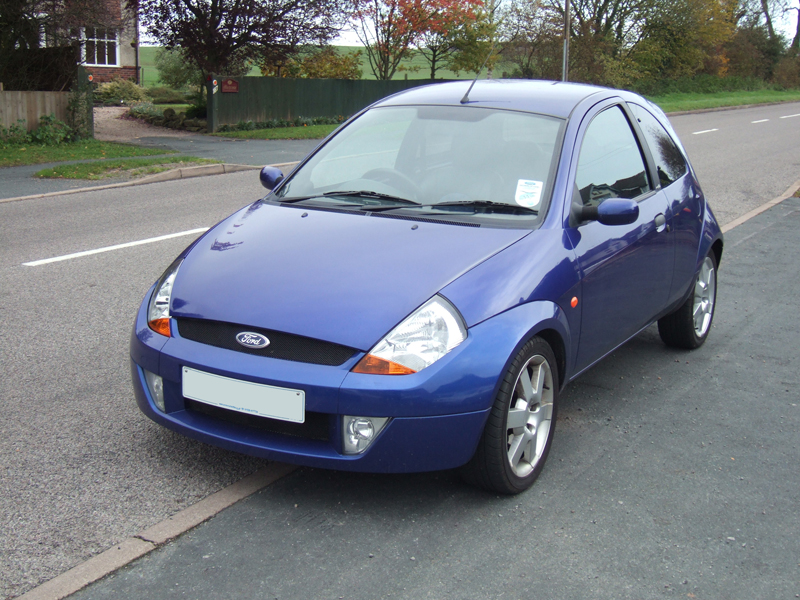
Ford SportKa
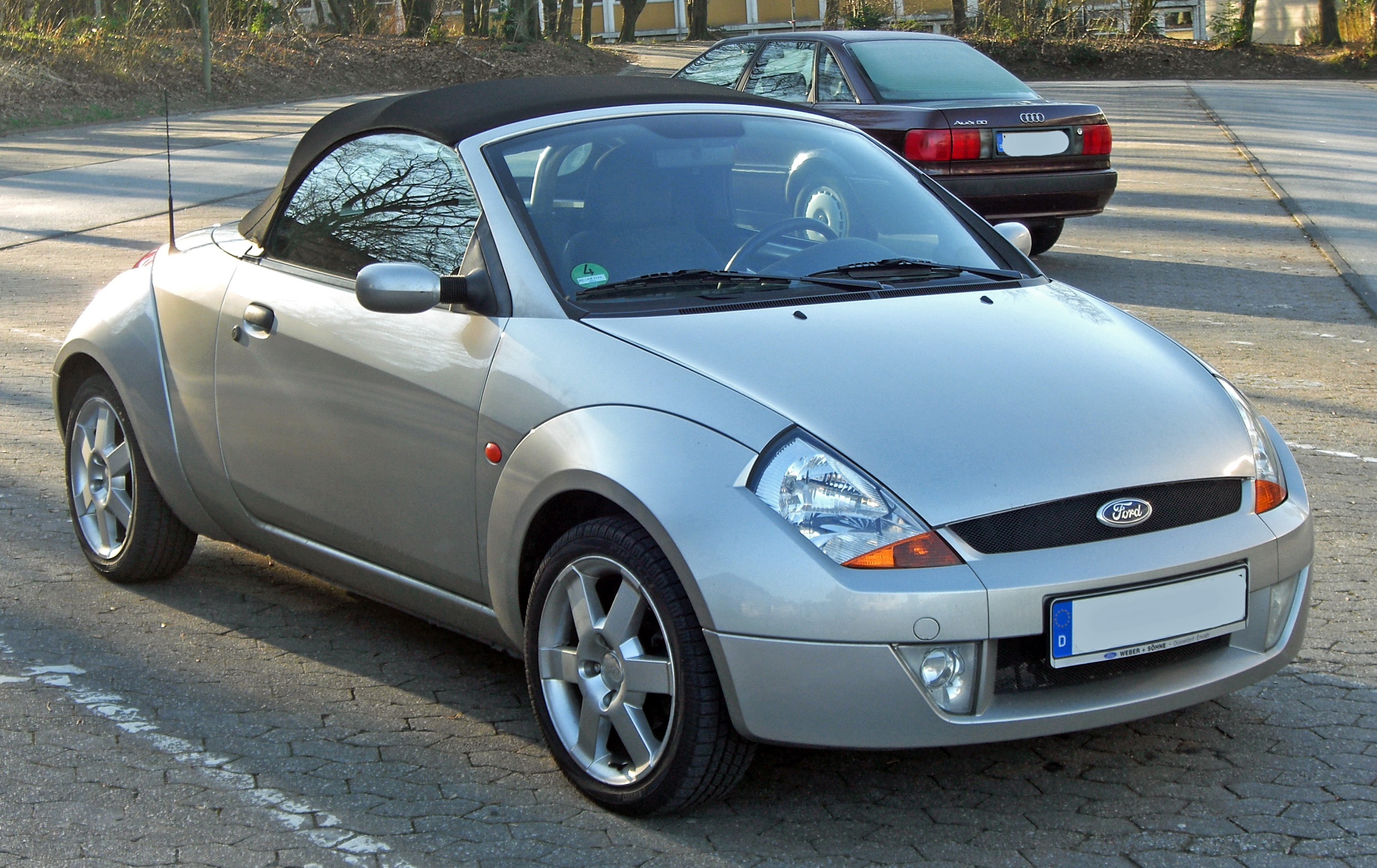
Ford Ka Street
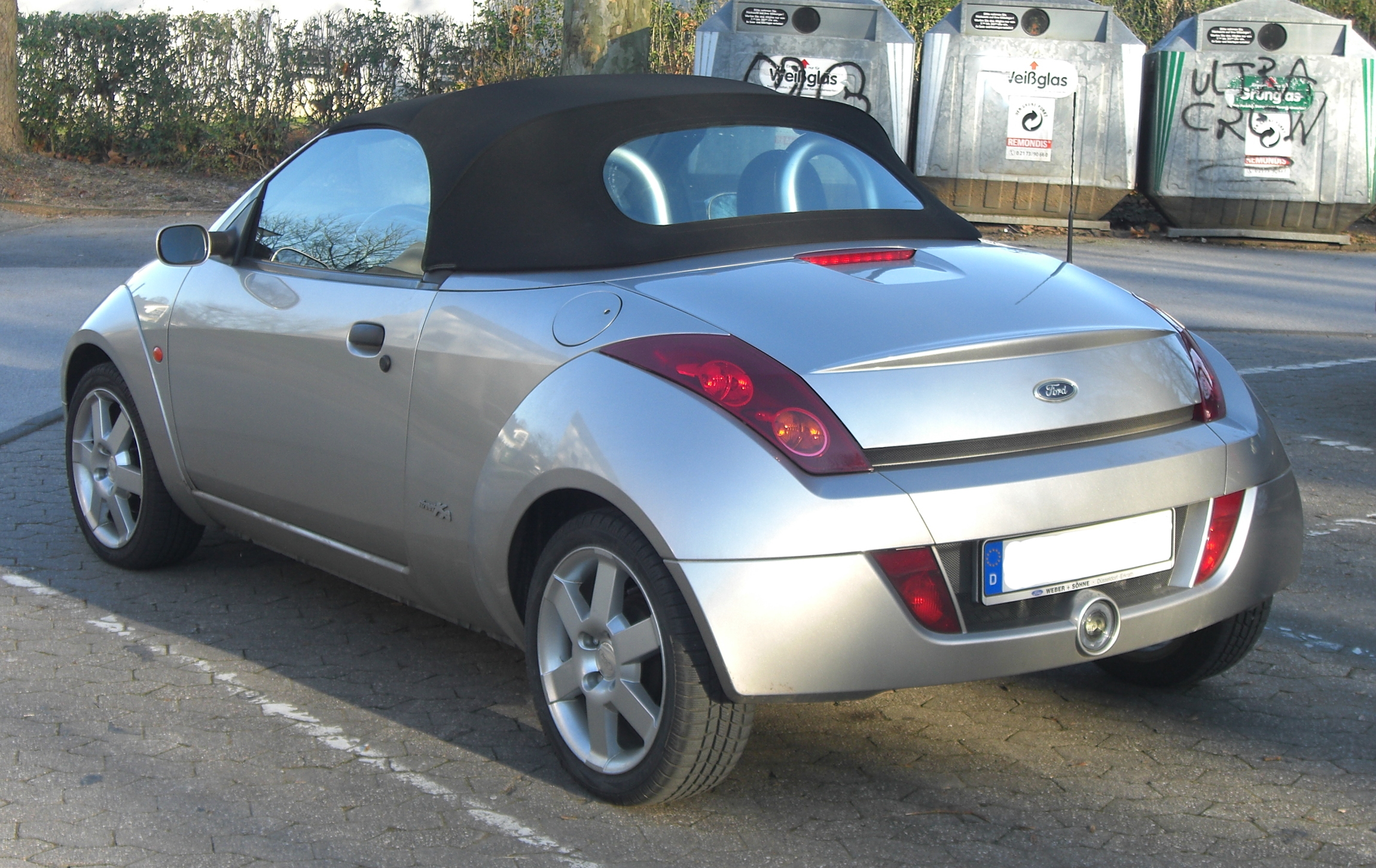
Ford Ka Street

## Segona generació: Amèrica del Sud (2008-2016)
La subsidiària brasilera de Ford va desenvolupar una nova generació del Ka, que es va començar a fabricar a principi de 2008 i es ven a Amèrica del Sud des de mitjans de 2008. Usa la plataforma del model anterior, i també comparteix components amb el Fiesta contemporani i l'anterior.
Per a augmentar l'espai en les places del darrere i poder acomodar un cinquè passatger, el sostre del Ka té una caiguda menys pronunciada, la lluneta del darrere és molt més vertical, i la volada del darrere és major. Dada l'última dada, el Ka passà a posicionar-se en el segment B, de la mateixa manera que els seus rivals directes Chevrolet Celta, Fiat Uno, Fiat Palio Fire i Volkswagen Golf IV, contra els quals ja competia en preu.

El Ka s'ofereix únicament amb carrosseria hatchback de tres portes, i amb els mateixos motors Zetec RoCam de 1.0 i 1.6 litres de cilindrada. En Brasil, ambdós poden funcionar amb gasolina i etanol en qualsevol barreja; desenvolupen respectivament 70/73 CV i 102/110 CV (gasolina i etanol).

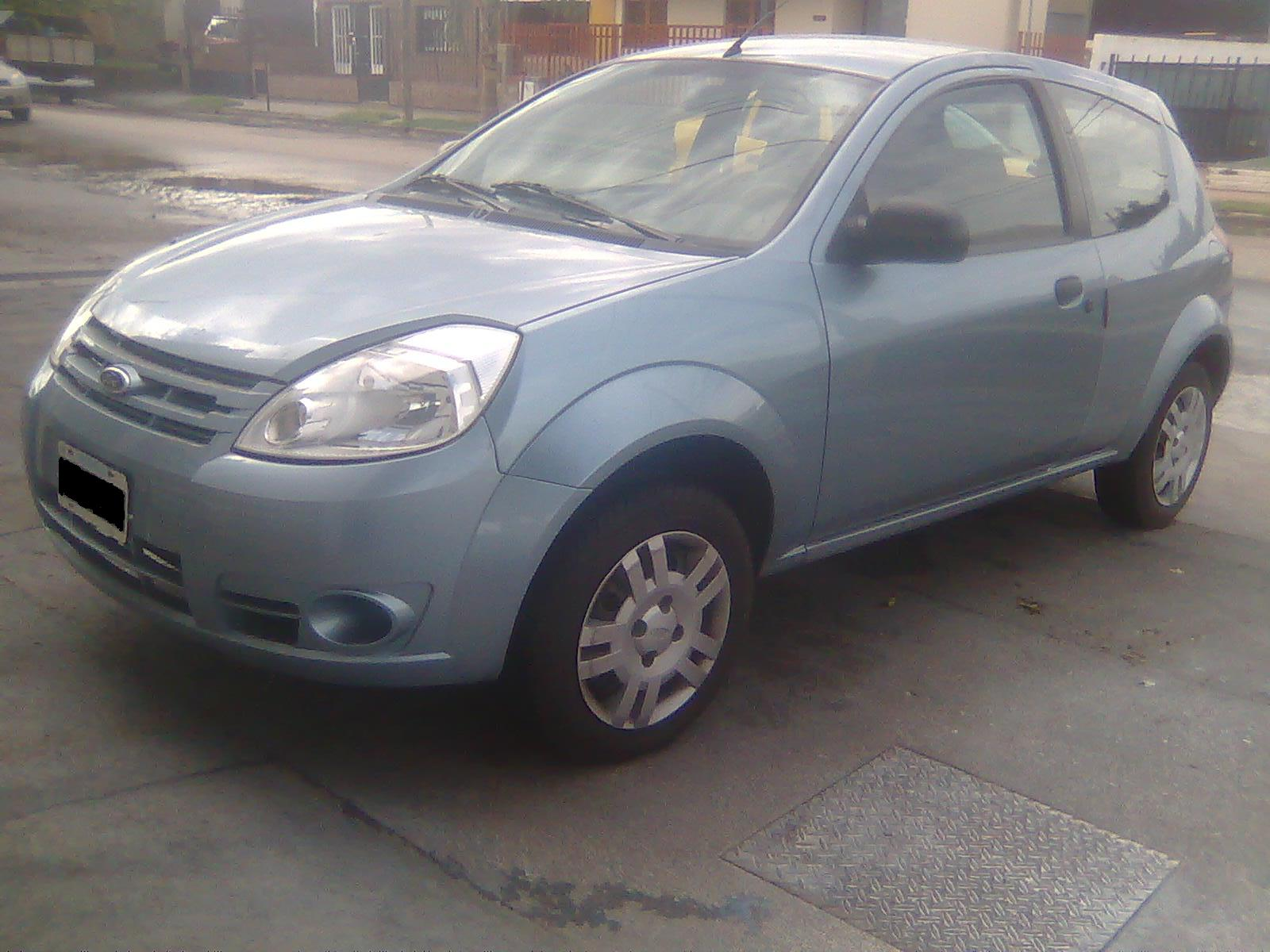
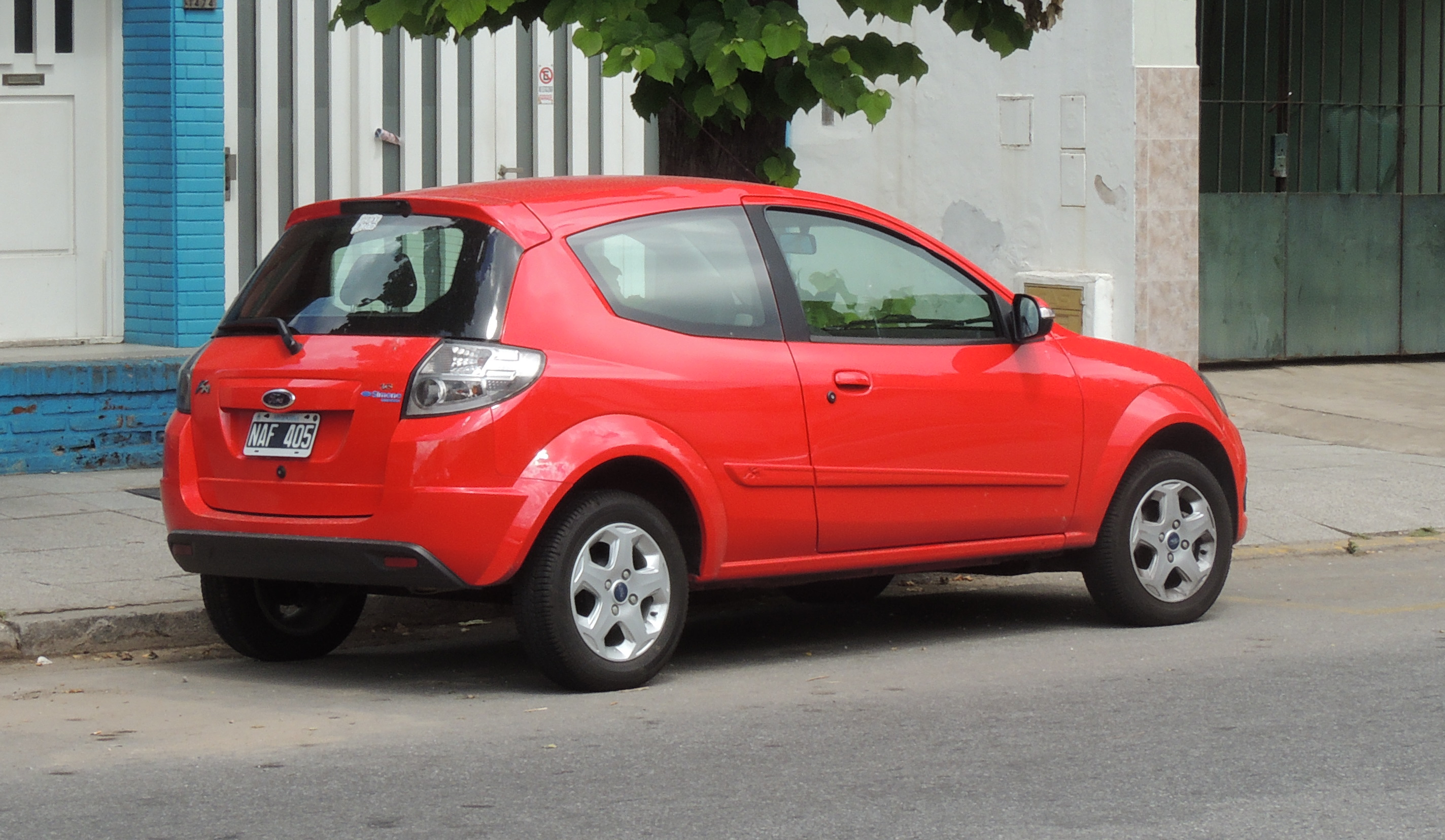

## Segona generació: Europa (2009-2016)
La segona generació del Ka es presentà oficialment en el Saló de l'Automòbil de París de 2008 i es començà a vendre en el primer trimestre de 2009. Es fabrica en Tychy, Polònia igual que el Fiat Nuova 500, un model del qual prové la plataforma del Ka. També compartirà la seua gamma de motors: un gasolina de 1.2 litres de 70 CV, un gasolina de 1.4 litres i 100 CV, i un Dièsel de 1.3 litres de 75 CV.
El nou Ca és més una mica curt i alt que el seu antecessor. El seu disseny s'assembla al del Ford Fiesta a llançar-se quasi al mateix temps. No obstant això, a diferència dels altres models de Ford que duen el "disseny cinètic", el Ca manca de graella, per la qual cosa l'única obertura frontal se situa en el paracolps, per sota de l'altura dels fars davanters.

A la fi de 2009 eixirà a la venda el Ka ST.

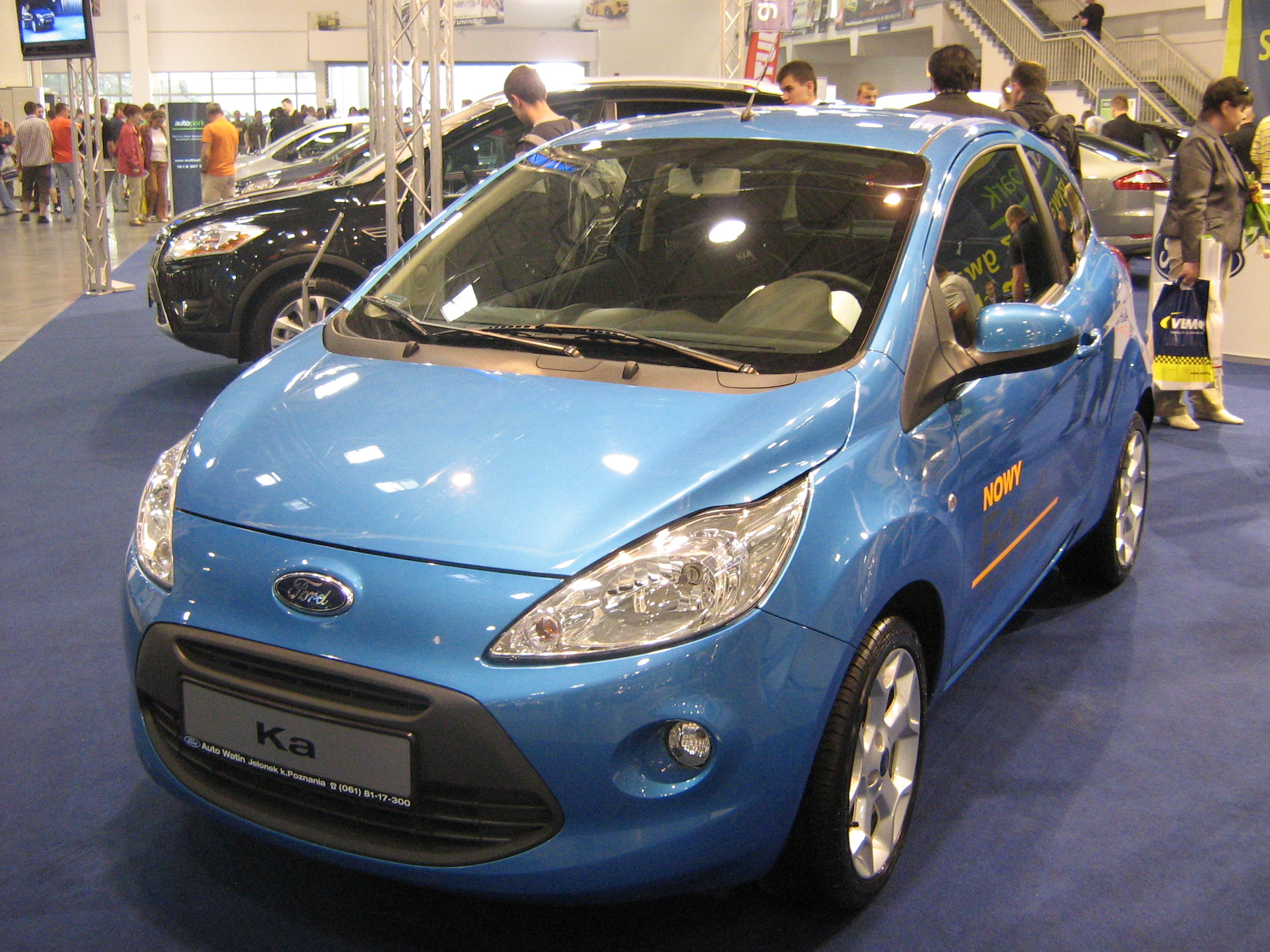
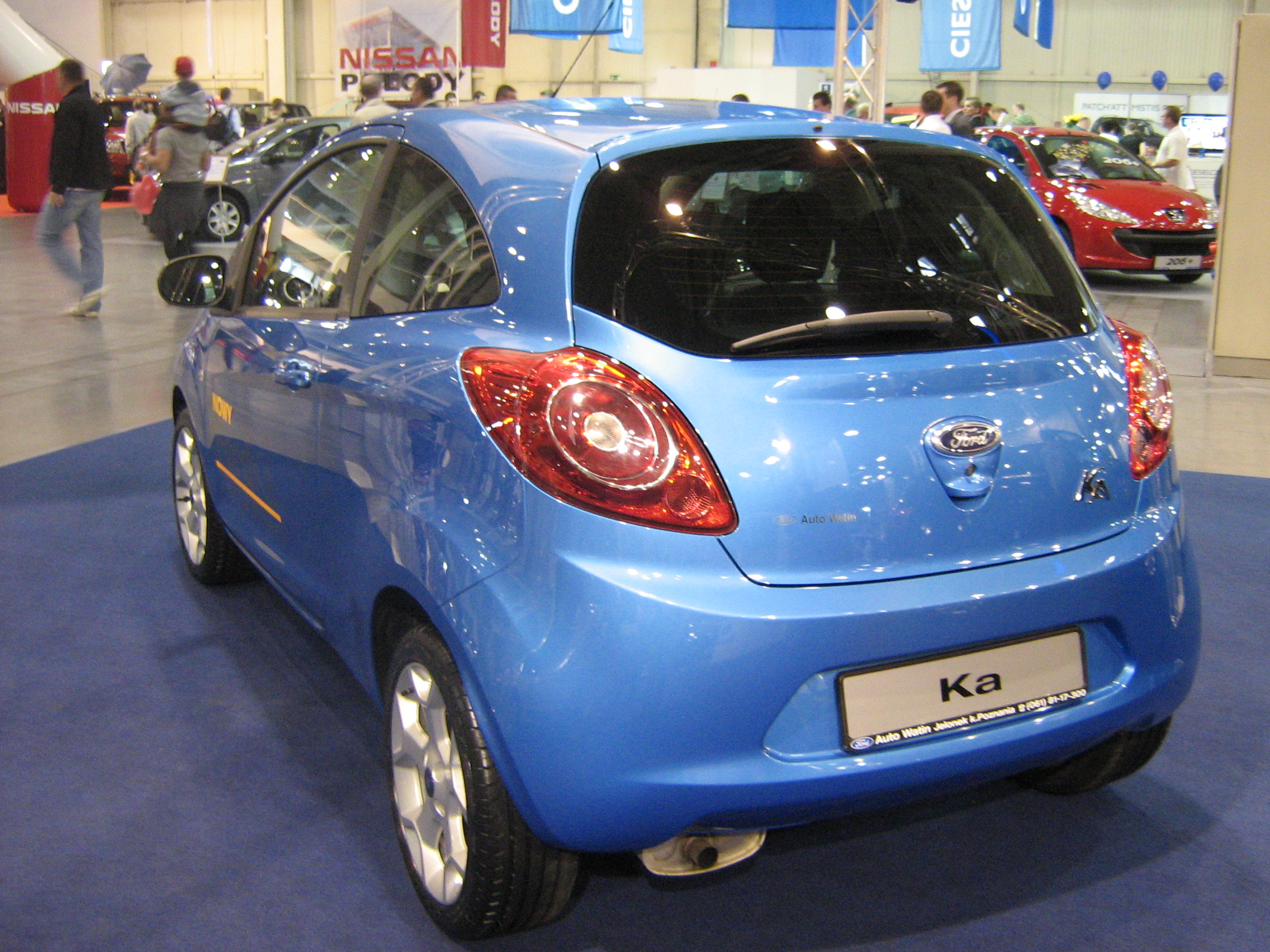

## Tercera generació (2016-present)
Aquesta tercera generació del Ford Ka ia si es dissenya completament sota el concepte Kinetic, amb unes línies menys suaus i amb la característica graella trapezoïdal. És una mica més gran que l'anterior generació i passa a denominar-se Ford Ka+. En alguns països es comercialitza com Ford Figo.
El Ka+ es fabrica amb carrosseria de 5 portes pel mercat europeu, no comptant ja amb opció de 3 portes, i amb carrosseria sedan de 4 portes pel mercat llatinoamericà. A més, a partir de 2018 es compta amb una versió d'estil crossover.

A Europa, el Ka+ compta amb motors de 1.19 litres de 70 CV, en la versió Essential, i 85 CV, a la resta; i a Amèrica amb motors de 1.5 litres de 105 CV.

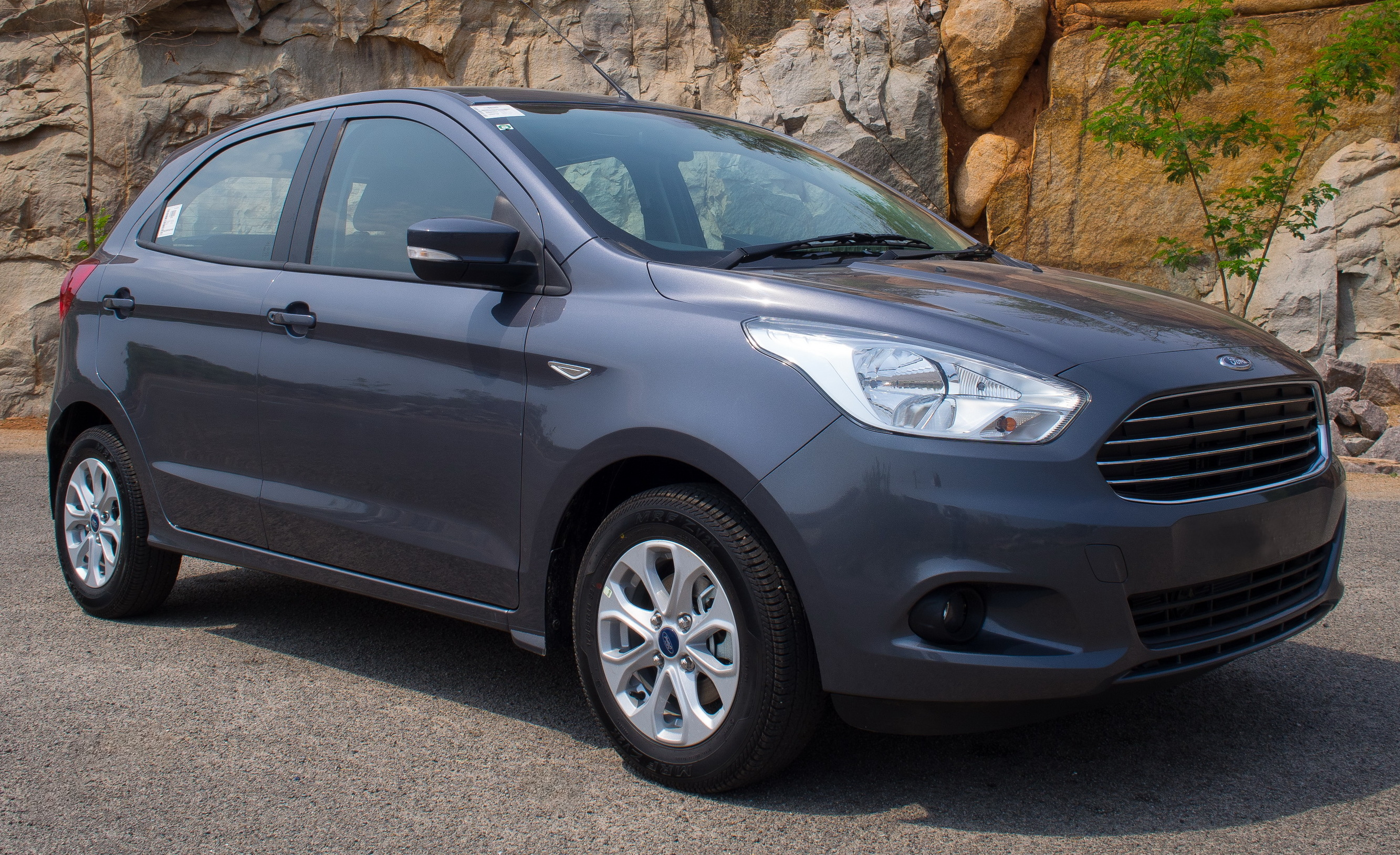
Part davantera
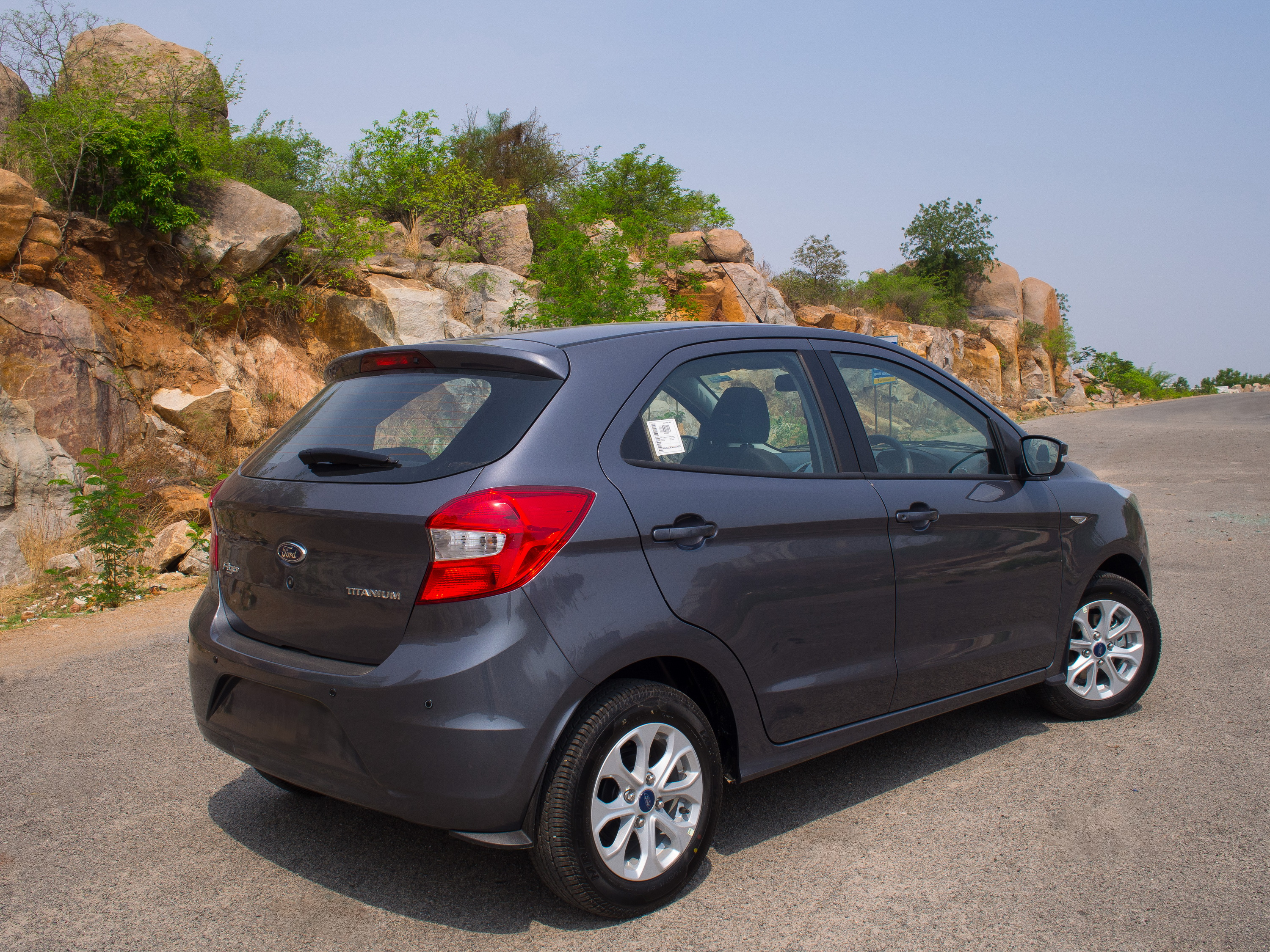
Part posterior (Europa)
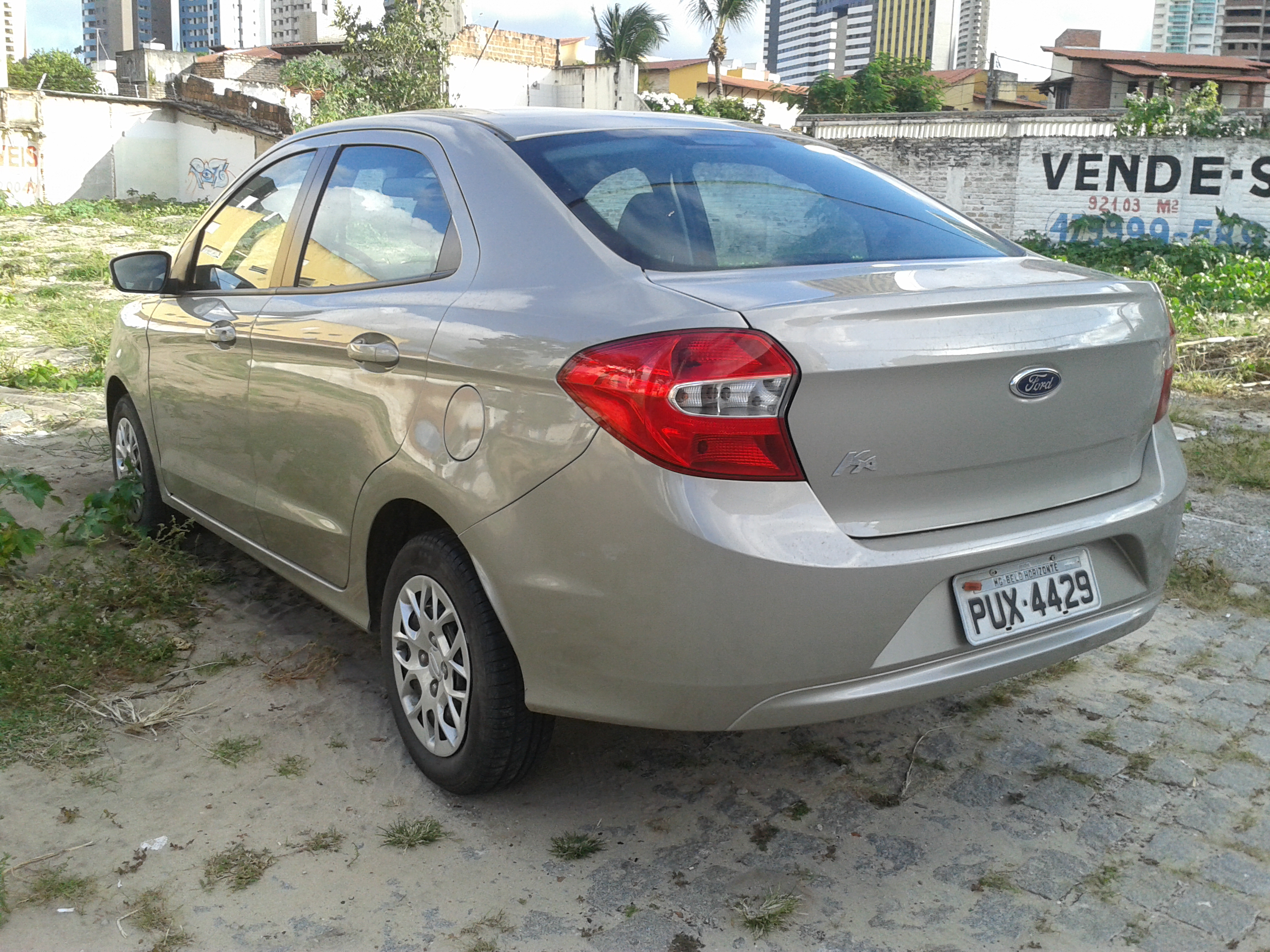
Part posterior (Amèrica)
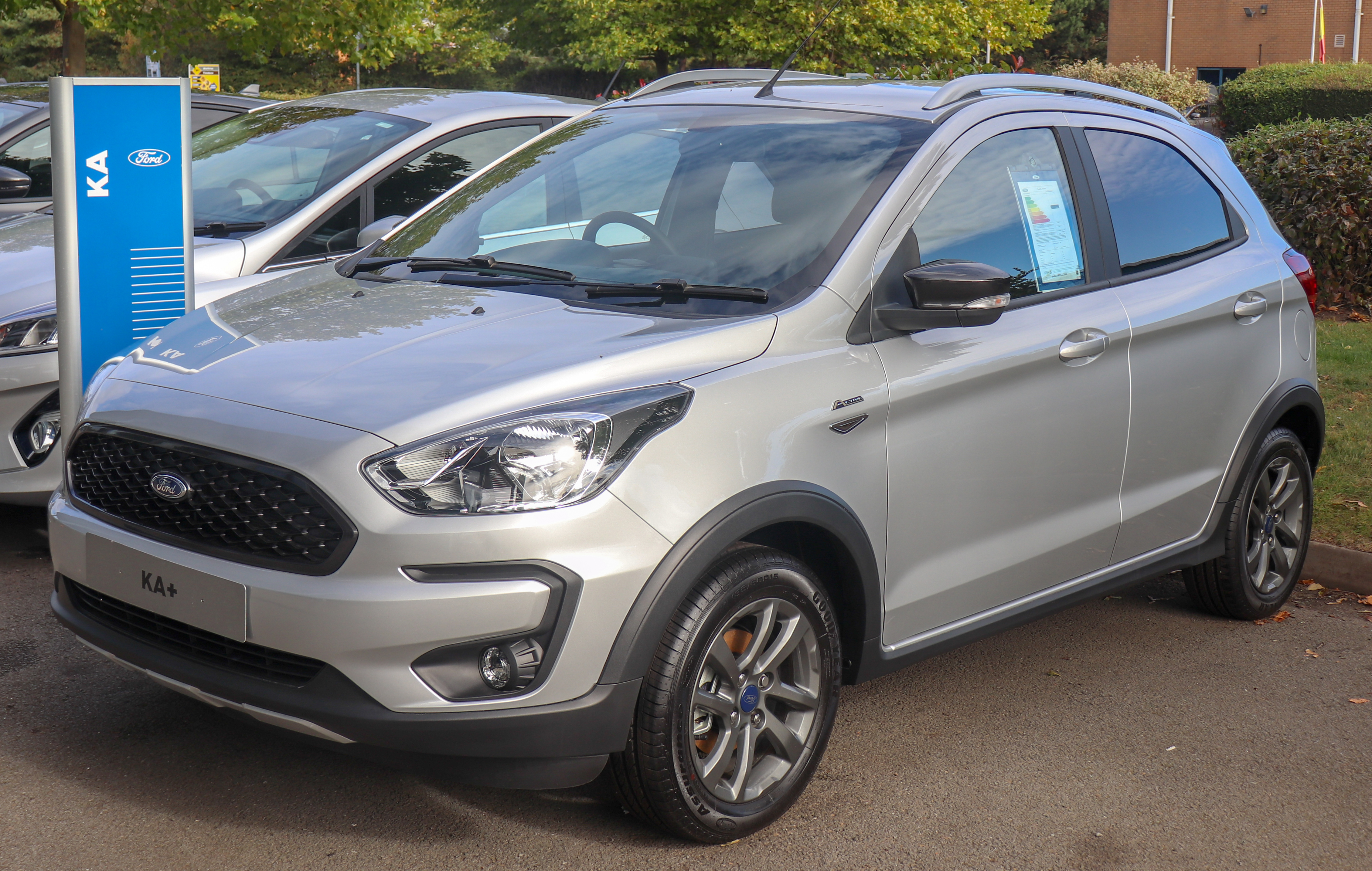
Ford Ka+ Active (Europa)